# Adaílton (futebolista)
Adaílton José dos Santos Filho, mais conhecido simplesmente como Adaílton (Salvador, 16 de abril de 1983), é um ex-futebolista brasileiro que atuava como zagueiro.

## Carreira
Apesar de crescer como torcedor do Bahia, chegou às categorias de base do rival Vitória ainda garoto. Filho de um médico com uma contadora, conciliou a carreira de atleta com a vida acadêmica, estudando fisioterapia na Universidade Católica do Salvador. Foi capitão em todas os níveis da base do clube baiano, se destacando por suas boas habilidades de comunicação, chegando a ajudar colegas de time e dirigentes pelo fato ser bilíngue.
Adaílton subiu aos profissionais em 2002, ano em que conquistou seu primeiro título como profissional, o Campeonato Baiano. Ganhou vaga no time titular do Leão da Barra no ano seguinte, quando foi novamente Campeão Baiano e Campeão da Copa do Nordeste.
Em 2003, pela Seleção Brasileira, participou dos Jogos Pan-Americanos em Santo Domingo, onde ganhou a medalha de prata. No mesmo ano, foi capitão da Seleção Brasileira campeã mundial sub-20.
Pelo Vitória, disputou o Brasileirão e a Copa do Brasil de 2003 e 2004, sempre se destacando. Assim, foi negociado com o Rennes.
Na França, apesar das lesões, foi primeira opção na zaga nas duas temporadas que lá atuou. Ajudou a equipe a se classificar para a Copa da UEFA pela primeira vez em sua história e jogou todas as partidas da competição europeia na temporada seguinte. No entanto, em 2006, sofreu uma lesão que o deixou de fora dos gramados por alguns meses.[carece de fontes?]
Para 2007, então, recebeu proposta do Santos por empréstimo e retornou ao Brasil. Disputou partidas com frequência nesse ano mas, outra vez, sofreu com as lesões, que o deixaram parado durante muito tempo nos dois anos seguintes.[carece de fontes?] Em fevereiro de 2008, rompeu o ligamento cruzado anterior na vitória de 3 a 1 sobre o Guarani pelo Campeonato Paulista, foi operado no joelho esquerdo e somente retornou no final do ano. Em março de 2009, passou por uma nova cirurgia no joelho esquerdo, só retornando no segundo semestre.
Em 2010, assinou com o Sion, da Suíça, e já chegou com a vaga de titular.[carece de fontes?] Na temporada 2010–11, ajudou a equipe a se classificar para a Liga Europa e a vencer a Copa da Suíça. No entanto, devido a um entrave entre o clube e a UEFA sobre a penalização que a instituição havia aplicado quanto a não utilização de certos jogadores, o Sion foi condenado a ser eliminado da competição internacional e a perder 36 pontos no certame nacional de 2011–12.[carece de fontes?] Então, embora a equipe estivesse obtendo resultados dignos de briga pelo título, o objetivo passou a ser evitar o rebaixamento, que foi alcançado nos playoffs do fim da temporada.[carece de fontes?]
Em julho de 2012, foi emprestado para o clube chinês Henan Jianye.[carece de fontes?]
Em fevereiro de 2013, retornou ao Sion.
Jogou novamente por empréstimo, agora no FC Chiasso da Suíça. Adaílton foi contratado pra disputar a segunda divisão suíça.[carece de fontes?]
Em julho de 2014, foi contratado pelo clube Bahia, onde foi pouco aproveitado, realizando apenas quatro partidas, três delas como titular.
Em dezembro de 2014, acertou para 2015, com o Chicago Fire. Pelo clube, começou em todas as 17 partidas em que apareceu e marcou um gol de cabeça na partida do Fire contra o PHI em 29 de março, levando o Fire à primeira vitória da temporada. Passou por um procedimento de reparo muscular central de fim de temporada em 2 de setembro.
Ainda em 2016, acertou com o Miami FC. Participou de 16 partidas pelo clube, sendo titular 12 vezes.

## Filantropia
Adaílton é fundador da Associação Superação, um projeto social que atende à comunidade quilombola Olaria, em Entre Rios.

## Títulos
Vitória
- Campeonato Baiano: 2002, 2003 e 2004
- Copa do Nordeste: 2003

Santos
- Campeonato Paulista: 2007[26][27]

Sion
- Copa da Suíça: 2010–11

Seleção Brasileira
- Mundial Sub-20: 2003